# Комиссаров, Александр Михайлович
Александр Михайлович Комиссаров (1904—1975) — советский актёр театра и кино, театральный педагог, народный артист РСФСР (1948).

## Биография

Могила Комиссарова на Новодевичьем кладбище Москвы

Александр Комиссаров родился 14 (27) февраля 1904 года в Москве. Сын надворного советника, члена правления МХТ М. Г. Комиссарова. С юности связал свою судьбу с Художественным театром. Учился в школе 2-й студии МХАТ, с 1924 года стал актёром Московского Художественного академического театра, преимущественно играл роли в комедийном амплуа. С 1954 года преподавал в Школе-студии МХАТа, был профессором школы.
Умер Александр Комиссаров 5 августа 1975 года в Москве, похоронен на Новодевичьем кладбище (2 участок, 7 ряд, 23 могила).

## Признание и награды
- Заслуженный артист РСФСР (05.11.1943)
- Народный артист РСФСР (26.10.1948)
- Орден «Знак Почёта» (26.10.1948)
- Медаль «За доблестный труд в Великой Отечественной войне 1941—1945 гг.» (1946)
- Медаль «В память 800-летия Москвы» (1948).

## Творчество

### Роли в театре

#### МХАТ СССР имени М. Горького
- 1926 — «На дне» М. Горького — Алёшка
- 1927 — «Безумный день, или Женитьба Фигаро» П. — О. Бомарше — Керубино
- 1927 — «Бронепоезд 14-69» Вс. В. Иванова — Серёжа
- 1929 — «Дни Турбиных» М. А. Булгакова — Николка
- 1930 — «Отелло» У. Шекспира — Родриго
- 1934 — «Пиквикский клуб» по Ч. Диккенсу — Натаниэль Винкель
- 1935 — «Платон Кречет» А. Е. Корнейчука — Стёпа
- 1936 — «Синяя птица» М. Метерлинка — Кот
- 1939 — «Тартюф» Мольера — Дамис
- 1940 — «Школа злословия» Р. Б. Шеридана — Кэйрлесс
- 1942 — «Три сестры» А. П. Чехова — Родэ
- 1943 — «Последние дни» М. А. Булгакова — Бенедиктов
- 1948 — «Лес» А. Н. Островского — Буланов
- 1951 — «Плоды просвещения» Л. Н. Толстого — Петрищев
- 1957 — «Мария Стюарт» Ф. Шиллера — граф Обепин
- 1958 — «Вишнёвый сад» А. П. Чехова — Епиходов
- 1964 — «Кремлёвские куранты» Н. Ф. Погодина — Человек в сапогах
- 1966 — «Ревизор» Н. В. Гоголя — Бобчинский
- 1968 — «Жил — был каторжник» Ж. Ануя — Ола
- 1968 — «Мёртвые души» по Н. В. Гоголю — Чичиков
- 1969 — «Царская милость» К. Зидарова — доктор Иван Ранков
- 1971 — «Соловьиная ночь» В. И. Ежова — Профессор
- 1972 — «Нахлебник» И. С. Тургенева — Иванов
- 1973 — «Сталевары» Г. Бокарева — Сундуков
- 1973 — «На всякого мудреца довольно простоты» А. Н. Островского — Голутвин
- 1974 — «Последние дни» М. А. Булгакова — Богомазов

### Фильмография
- 1936 — Цирк — Скамейкин, конструктор-любитель
- 1943 — Лермонтов — приятель Мартынова
- 1952 — Школа злословия — Сэр Кейрлесс, приятель Чарльза
- 1963 — Верните плату за обучение
- 1967 — Кремлёвские куранты — человек в сапогах
- 1976 — Колыбельная для мужчин

### Актёр озвучивания мультфильмов
- 1950 — Девочка в цирке — молодой воробей
- 1956 — Девочка в джунглях[2].